# Yu Kobayashi
Yu Kobayashi (født 23. september 1987) er en japansk fodboldspiller.

## Japans fodboldlandshold
| Japans landshold | Japans landshold | Japans landshold |
| År               | Kmp              | Mål              |
| ---------------- | ---------------- | ---------------- |
| 2014             | 2                | 0                |
| Total            | 2                | 0                |